# Ri Chun Hi
Ri Chun Hi (również znana jako Ri Chun Hee, Ri Chun-hee lub Ri Chun Hui) (kor. 리춘히, ur. 1943) – północnokoreańska aktorka i dziennikarka telewizyjna.
Urodziła się w biednej rodzinie robotniczej. Ukończyła studia w Szkole Teatralno-Filmowej w Pjongjangu. Początkowo pracowała w teatrze. W 1971 roku dołączyła do Koreańskiej Centralnej Telewizji, a w 1974 roku została główną prezenterką. Prowadziła główne wydanie wiadomości w telewizji państwowej, informowała m.in. o śmierci Kim Ir Sena, pierwszym wystrzeleniu satelity w kraju oraz o oficjalnym oświadczeniu rządu w sprawie testów jądrowych.
W 2011 roku przez dwa miesiące miała przerwę w prowadzeniu serwisu informacyjnego. Na antenę wróciła w grudniu, kiedy to przekazała informację o śmierci Kim Dzong Ila. W 2012 roku przeszła na emeryturę i zajęła się przygotowaniem nowych prezenterów do pracy w telewizji. Wracała do prowadzenia wiadomości w telewizji, by przekazywać ważne informacje dotyczące Korei Północnej. Wiosną 2019 roku wróciła na chwilę do telewizji, by poinformować o stanie zdrowia Kim Dzong Una.
Niewiele wiadomo na temat życia prywatnego Ri Chun Hi. Prawdopodobnie wraz z mężem, dziećmi i wnukami mieszka w stolicy. Należy do Partii Pracy Korei.
W Korei Północnej Ri Chun Hi uchodzi za jedną z twarzy reżimu, odpowiedzialną za przekazywanie najważniejszych informacji. Styl wypowiedzi Ri jest parodiowany przez południowokoreańskich i tajwańskich komików. 